# Høgni Mohr
Høgni Mohr (født i Thorshavn den 8. oktober 1968) er en færøsk forfatter og journalist. I 2014 blev han nomineret til kortfilmsprisen Geytin for Fall for Ewe. Hans bog Fractura Nasi var den mest solgte bog på Færøerne i 2017.
Mohr har arbejdet for flere færøske aviser, og er tilmed blevet publiceret i danske og islandske aviser. I mange år arbejdede han som radio- og tv-reporter på Kringvarp Føroya. Derudover har han arbejdet for BBC og Al-Jazeera, været vært i naturprogrammer for Vice Media og korrespondent for Huffington Post.

## Filmografi
- 2013 - Summarsál (dokumentarserie), 6 episoder, instruktør
- 2014 - Fall for ewe (kortfilm), skaber
- 2014 - Fat birds are easy prey: Fulmar hunting in the Faroe Islands (dokumentar), vært
- 2021 - 111 góðir dagar (film), skuespiller
- 2022 - Starin í stovuni (dokumentar), instruktør

## Radioudsendelser
- 2019 - Gamli maðurin og vatnið (radioserie), 4 episoder, producent